# Tall Scary Things
Tall Scary Things, pubblicato per la prima volta in CD nel 1998, è il decimo album accreditato a Tom Newman, produttore, cantante e musicista inglese. 
Contiene materiale d'archivio registrato tra il 1985 ed il 1986; in questo caso la musica composta da Newman risulta maggiormente orientata verso la new wave; i brani sono tutti scritti e composti da Tom Newman, ad eccezione di "Anthem" scritto assieme a Andy Longhurst e "Pikers & Bikers" composto da Cyril Newman, fratello del produttore.
Curioso notare sia la musica che il testo della canzone "Money", per certi versi molto similare al pezzo "Mister Shame" contenuto all'interno di Heaven's Open di Mike Oldfield, album peraltro prodotto dallo stesso Tom Newman.

## Formazione
- Tom Newman - voce, canto, corali, chitarra elettrica, basso elettrico, chitarra acustica, percussioni
- Tim Cross - programmi, effetti elettronici e tastiere elettroniche
- Andy Longhurst - programmi e tastiere elettroniche in "Anthem"
- Jon Field - flauto EWI in "Anthem"
- Phil Thornton - chitarra elettrica e co-produzione della canzone "She Said She Said"
- Barry Dransfield - violino
- Ed Little - chitarra classica
- Chris Evans - armonica a bocca
- James Newman - monologo in "Tall Scary Things"
- Nell Newman - effetti vocali in "She Said She Said"

## Tracce
1. Tall Scary Things – 2:59
2. Go To Works – 5:23
3. Money – 3:10
4. All Love Is Vain – 3:40
5. Anthem – 9:05
6. Dreams – 2:08
7. The First Time – 3:44
8. Listen – 6:10
9. She Said She Said – 5:46
10. CODA (Pikers & Bikers) – 4:03

## Crediti
Musica scritta e composta da Tom Newman, ad eccezione di "Anthem" (A.Longhurst/T.Newman) e "Pikers & Bikers" (C.I.Newman). 
Prodotta e registrata da Tom Newman.
Tecnico del suono : Tom Newman.
Studi di registrazione : Church Passage Studio, Hastings, The Shed Studio, Rickmansworth.

## Uscita Discografica in CD
- Voiceprint Records (1998) codice stampa VP183CD (Fabbricato in Austria per mercato inglese ed europeo)